# Grégory Montel
Pour les articles homonymes, voir Montel.
Grégory Montel est un acteur français, né le 20 septembre 1976, à Digne-les-Bains (Alpes-de-Haute-Provence),.
Il est révélé en 2012 dans L'Air de rien, un film pour lequel il est présélectionné pour le César du meilleur espoir masculin 2013. Sa popularité s'est ensuite accrue avec son rôle dans la série télévisée Dix pour cent.

## Biographie
Grégory Montel fait des études de droit à Aix-en-Provence, où il obtient une maîtrise de droit, puis s'inscrit au Cours Florent à Paris,. Il fréquente aussi le laboratoire de l'acteur d'Hélène Zidi.
Grégory Montel est un acteur de théâtre, mais il joue aussi dans des films au cinéma et à la télévision. Depuis 2008, Grégory Montel partage la vie de la comédienne Marine Danaux. Ils ont deux enfants.
Le 19 décembre 2018, plus de 70 célébrités se mobilisent à l'appel de l'association Urgence Homophobie. Grégory Montel est l'une d'elles et apparaît dans le clip de la chanson De l'amour.

## Filmographie

### Acteur

#### Cinéma
- 2008 : Bientôt j'arrête, court métrage de Léa Fazer : le tueur
- 2012 : L'Air de rien, film de Grégory Magne et Stéphane Viard : Grégory Morel
- 2014 : Maestro, film de Léa Fazer : Sam
- 2014 : Les Trois Frères : Le Retour, film de Didier Bourdon, Bernard Campan et Pascal Légitimus : le présentateur de télé-réalité
- 2017 : Cherchez la femme de Sou Abadi : agent Garnier
- 2017 : Embrasse-moi ! d'Océane-Rose-Marie et Cyprien Vial : Ludo
- 2017 : Diane a les épaules de Fabien Gorgeart : Jacques
- 2018 : Les Chatouilles d'Andréa Bescond et Éric Métayer : Lenny
- 2019 : L'Heure de la sortie de Sébastien Marnier : Cédric
- 2019 : Moi, maman, ma mère et moi de Christophe Le Masne : Benoît Mounier
- 2020 : Les Parfums de Grégory Magne : Guillaume Favre
- 2021 : Rose de Aurélie Saada : Pierre
- 2021 : Chère Léa de Jérôme Bonnell : Jonas
- 2022 : Libre Garance ! de Lisa Diaz : Simon
- 2022 : Reprise en main de Gilles Perret : Alain
- 2024 : Upgraded de Carlson Young : Gérard Abel
- 2024 : The Killer de John Woo : Jax
- 2025 : Les Musiciens de Grégory Magne : le curé
- 2025 :  Connemara d'Alex Lutz : Philippe

#### Télévision
- 2007 : Le Clan Pasquier (mini-série) de Joëlle Goron et Jean-Daniel Verhaeghe : Brenugat
- 2007 : Si c'était lui... (téléfilm) d'Anne-Marie Étienne : Bruno Suchet
- 2008 : Raboliot (téléfilm) de Jean-Daniel Verhaeghe : Sacerlotte
- 2012 : Vive la colo ! (saison 2 - trois épisodes) : Boris
- 2012 : V.R.P. (téléfilm) de Christophe Colonel
- 2015-2020 : Dix pour cent (série) : Gabriel Sarda
- 2016 : Loin de chez nous (série) : le capitaine Bellech
- 2017 : La Soif de vivre de Lorenzo Gabriele : Vincent
- 2018 : Vivre sans eux de Jacques Maillot : Olivier Mauclair
- 2019 : Le Grand Bazar (série) de Baya Kasmi : Nicolas
- 2021 : Comme un coup de tonnerre de Catherine Klein : Paul
- 2021 : Rebecca (mini-série) de Didier Le Pêcheur
- 2023 : Les Enchantés (téléfilm) de Stanislas Carré de Malberg : Thierry Chauvel
- 2023 : Transatlantique (série) : Maurice de Rodellec du Porzic
- 2024 : Upgraded de Carlson Young : Gerard
- 2025 : Encyclopédie d'Istanbul de Selman Nacar

### Réalisateur
- 2019 : Les chiens aboient (court métrage)

## Distinctions
- Festival de Cannes 2008 : ADAMI-Talents Cannes pour Bientôt j'arrête
- Festival de télévision de Monte-Carlo 2019 : meilleur acteur pour La Soif de vivre[9]
- Festival Séries Mania 2019 : prix du meilleur acteur pour Le Grand Bazar
- Festival du film de Sarlat 2019 : prix d'interprétation masculine pour son rôle dans Les Parfums de Grégory Magne[10]
- Globes de cristal 2019 : prix du meilleur acteur de fiction télévisée pour Dix pour cent